# Strade provinciali della provincia di Lucca
Questo è un elenco delle strade provinciali sul territorio della provincia di Lucca. Le strade con sfondo azzurro sono ex strade statali declassate a provinciali.
| Numero | Denominazione                              | Percorso | Lunghezza (km) | Mappa |
| ------ | ------------------------------------------ | --- | -------------- | ----- |
|        | Francigena                                 | Innesto con la S.S. n. 12 a Lucca - Cappella - San Martino in Freddana - Valpromaro - Montemagno - Camaiore - Innesto con la S.S. n. 1 a Viareggio                                               | 32,000         |       |
|        | Lodovica                                   | Innesto con la S.R. n. 445 a Calavorno - Borgo a Mozzano - Diecimo - Valdottavo - Innesto con la S.S. n. 12 a Sesto al Moriano                                                                   | 13,000         |       |
|        | Lucchese - Romana                          | Innesto con la S.R. n. 435 a Borgonuovo - Porcari - Gossi - Altopascio |                |       |
|        | Mammianese                                 | Innesto con la S.P. n. 33 a San Salvatore - Marginone |                |       |
|        | di Montramito                              | Innesto con la S.R. n. 439 a Montramito - Zona industriale Montramito - Viareggio | 3,900          |       |
|        | Traversa Valdinievole                      | Innesto con la S.P. n. 4 (PT) a Capanna - Biagioni - Martinoni - Innesto con la S.P. n. 15 (FI) a Gelsa                                                                                          |                |       |
|        | di Barga                                   | Innesto con la S.R. n. 445 a Campia - Catagnana - Barga - Innesto con la S.R. n. 445 a Fornaci di Barga                                                                                          | 10,500         |       |
|        | di Vallecchia                              | Pietrasanta - Pozzi - Innesto con la S.P. n. 9 a Vallecchia | 3,100          |       |
|        | di Marina                                  | Forte dei Marmi - Ripa - Seravezza - Vallecchia - Cervara - Innesto con la S.P. n. 10 a Pontestazzemese                                                                                          | 12,000         |       |
|        | di Arni                                    | Innesto con la S.P. n. 9 a Pontestazzemese - Retignano - Terrinca - Innesto con la S.P. n. 13 ad Arni                                                                                            | 15,000         |       |
|        | di Pradarena                               | Innesto con la S.R. n. 445 a Piazza al Serchio - Molinello - Vergnano - Sillano - Capanne di Sillano - Ospitaletto - Innesto con la S.P. n. 18 (RE) al Passo di Pradarena                        | 13,000         |       |
|        | di Valdarni                                | Innesto con la S.P. n. 10 ad Arni - Isola Santa - Tortite - Pasquigliore - Innesto con la S.R. n. 445 a Castelnuovo di Garfagnana                                                                | 15,000         |       |
|        | di Sillano                                 | Innesto con la S.P. n. 67 a Sillano - Molinello - Innesto con la S.R. n. 445 a Piazza al Serchio                                                                                                 | 6,500          |       |
|        | Bientinese                                 | Innesto con la S.P. n. 3 (PI) ad Altopascio - Innesto con la S.P. n. 3 ad Altopascio |                |       |
|        | di San Romano in Garfagnana                | Innesto con la S.P. n. 72 a Piano di Pieve - Pentecosi - Villetta - Sillicagnana - San Romano in Garfagnana - Innesto con la S.R. n. 445 a San Donnino                                           | 5,000          |       |
|        | del valico                                 | Altopascio - Innesto con la S.P. n. 4 (PI) a Lelli |                |       |
|        | Ponte a Serraglio - Fornoli                | |                |       |
|        | del Ponte delle catene                     | |                |       |
|        | Calavorno - Campia                         | Innesto con la S.R. n. 445 a Calavorno - Piano di Gioviano - Turritecava - Bolognana - Gallicano - Vizzano - La Barca - Innesto con la S.R. n. 445 a Campia                                      | 13,500         |       |
|        | del Ponte di Calavorno                     | |                |       |
|        | delle forbici                              | |                |       |
|        | Romana                                     | Innesto con la S.R. n. 439 a Lucca - Antraccoli - Capannori - Innesto con la S.P. n. 3 a Porcari                                                                                                 | 7,100          |       |
|        | di San Alessio                             | Innesto con la S.P. n. 1 a Lucca - Monte San Quirico - Innesto con la S.R. n. 439 a Ponte San Pietro                                                                                             |                |       |
|        | del Morianese                              | Innesto con la S.S. n. 12 a San Cassiano al Moriano - San Lorenzo al Moriano - Innesto con la S.P. n. 1 nei pressi di Lucca                                                                      | 5,100          |       |
|        | di Sottomonte                              | Innesto con la S.R. n. 439 a San Leonardo in Treponzio - Guamo - Innesto con la S.S. n. 12 radd alla Zona Industriale Guamo                                                                      |                |       |
|        | della Madonnina                            | Innesto con la S.R. n. 439 - Innesto con la S.P. n. 23 a Capannori | 1,200          |       |
|        | di Marlia                                  | Innesto con la S.R. n. 435 a Capannori - Lammari - Marlia - Innesto con la S.S. n. 12 a San Cassiano di Moriano                                                                                  | 6,000          |       |
| SP30   | dei Galgani                                | |                |       |
|        | Di Montecarlo                              | Innesto con la S.P. n. 3 alla Zona Industriale Turchetto - Fornace - Montecarlo - Innesto con la S.R. n. 435 a Lappato                                                                           |                |       |
|        | di Pescaglia                               | Innesto con la S.P. n. 2 a Diecimo - Dezza - Innesto con la S.P. n. 60 a Trebbio | 8,200          |       |
|        | Montecarlo - San Salvatore                 | Montecarlo - San Salvatore - Innesto con la S.P. n. 3 (PT) a Macchie di San Pietro |                |       |
|        | Dei Canipaletti                            | Innesto con la S.R. n. 439 a Montramito - Stiava - Pioppo - Panicale - Innesto con la S.P. n. 1 a Gualdo                                                                                         | 7,300          |       |
|        | di Villa Basilica                          | Innesto con la S.P. n. 12 (PT) a Ponte a Villa - Villa Basilica - Guzzano |                |       |
|        | del Biagioni                               | Innesto con la S.P. n. 65 ad Altopascio - Checi - Innesto con la S.P. n. 6 a Biagioni |                |       |
|        | di Fabbriche di Vallico                    | Innesto con la S.R. n. 445 a Piano di Coreglia - Turritecava - Fabbriche di Vallico | 7,600          |       |
|        | di Coreglia Alteminelli                    | Innesto con la S.R. n. 445 a Piano di Coreglia - Coreglia Antelminelli - Gromignana | 10,000         |       |
|        | di Vergemoli                               | Innesto con la S.P. n. 20 a Gallicano - Verni - Vergemoli |                |       |
|        | Gallicano - Mologno                        | Innesto con la S.P. n. 39 a Gallicano |                |       |
|        | di Molazzana                               | Innesto con la S.P. n. 40 a Gallicano - Casella - Molazzana |                |       |
|        | di Stazzema                                | Innesto con la S.P. n. 9 a Pontestazzemese - Mulina - Stazzema |                |       |
|        | di Monteperpoli                            | Innesto con la S.R. n. 445 a Castelnuovo di Garfagnana - Monteperpoli - Cantobacci - Cascio - Innesto con la S.P. n. 40 a Gallicano                                                              |                |       |
|        | del polverificio                           | Innesto con la S.S. n. 1 a Querceta - Golf club Versilia - Forte dei Marmi |                |       |
|        | di Fosciandora                             | Innesto con la S.R. n. 445 a Fosciandora-Ceserana Stazione |                |       |
|        | di Canottola                               | Innesto con la S.P. n. 16 a Piano di Pieve - Pian di Cerreto - Villa Colemandina - Innesto con la S.P. n. 72 a Cigiano                                                                           | 7,500          |       |
|        | di Villa Colemandina e Corfino             | Innesto con la S.P. n. 47 a Villa Colemandina - Magnano - Canigiano | 6,300          |       |
|        | di Careggine                               | Innesto con la S.R. n. 445 alla Stazione di Poggio-Careggine-Vagli - Careggine |                |       |
|        | di Vagli                                   | Innesto con la S.R. n. 445 alla Stazione di Poggio-Careggine-Vagli - Lago di Vagli - Vagli |                |       |
|        | di Minucciano                              | Innesto con la S.R. n. 445 a San Michele - Nicciano - Castagnola - Gramolazzo - Innesto con la S.P. n. 59 a Minucciano                                                                           | 11,000         |       |
|        | di Vagliano                                | Innesto con la S.R. n. 445 a Varliano - Innesto con la S.P. n. 67 a Magliano |                |       |
|        | di bonifica del Tiglio                     | |                |       |
|        | di Boveglio                                | Innesto con la S.P. n. 35 a Villa Basilica - Biecina - Pracando - Colognora - Boveglio - Bernabbio - Innesto con la S.P. n. 12 a Bagni di Lucca                                                  |                |       |
|        | della passerella di Ponte all'Ania         | |                |       |
|        | della passerella di Bolognana              | |                |       |
|        | Minucciano Pieve San Lorenzo               | Innesto con la S.P. n. 51 a Minucciano - Innesto con una strada comunale in Provincia di Massa-Carrara a Pieve San Lorenzo                                                                       |                |       |
|        | Pescaglia - Pascoso                        | Innesto con la S.P. n. 32 a Trebbio - Pescaglia | 3,500          |       |
|        | Lucchese - Romana variante                 | Innesto con la S.R. n. 435 a Capannori - Zona Industriale Centro - Stazione di Porcari - Innesto con la S.P. n. 3 alla Zona industriale Turchetto                                                | 6,517          |       |
|        | di Ugliancaldo                             | |                |       |
|        | della galeotta                             | Innesto con la S.P. n. 3 (PI) a Altopascio - Zona Industriale Galeotta - Innesto con la S.P. n. 36 alla Zona Industriale Altopascio                                                              |                |       |
|        | San Romano - Camporgiano                   | Innesto con la S.P. n. 16 a San Romano in Garfagnana - Innesto con la S.R. n. 445 a Camporgiano                                                                                                  |                |       |
|        | Magliano - Pontecchio - Dalli - Sillano    | Innesto con la S.P. n. 52 a Magliano - Ponteccio - Dalli - Innesto con la S.P. n. 12 a Sillano                                                                                                   |                |       |
|        | di Marina variante Querceta                | Innesto con la S.P. n. 9 a Querceta - Innesto con la S.P. n. 70 a Forte dei Marmi |                |       |
|        | Castelnuovo Garfagnana - Colle - Careggine | Innesto con la S.R. n. 445 a Castelnuovo di Garfagnana - Buggina - Cerretole - Croce - Perdiscini - Innesto con la S.P. n. 49 a Careggine                                                        |                |       |
|        | Emilia                                     | Innesto con la S.P. n. 68 a Forte dei Marmi - Innesto con la S.P. n. 45 a Forte dei Marmi |                |       |
|        | di San Pellegrino in Alpe                  | Innesto con la S.P. n. 72 a Campori - Collemandina - San Pellegrino in Alpe - Innesto con la S.P. n. 72 al Passo delle Radici                                                                    | 15,000         |       |
| (ex )  | del Passo delle Radici                     | Innesto con la S.R. n. 445 a Castelnuovo di Garfagnana - Pieve Fosciana - Castiglione di Garfagnana - Cerageto - Massa - Colle d'Arciano - Innesto con la S.P. n. 324 (MO) al Passo delle Radici | 30,800         |       |